# Кодрас
Кодрас (на албански: Kodras) е бивше село в Албания, в община Поградец, област Корча.

## География
Селото е разположено в планината Сува гора източно от Аларуп и североизточно от Братомир (Блетас).

## История
До 2015 година селото е част от община Чърава.